# Función de consumo

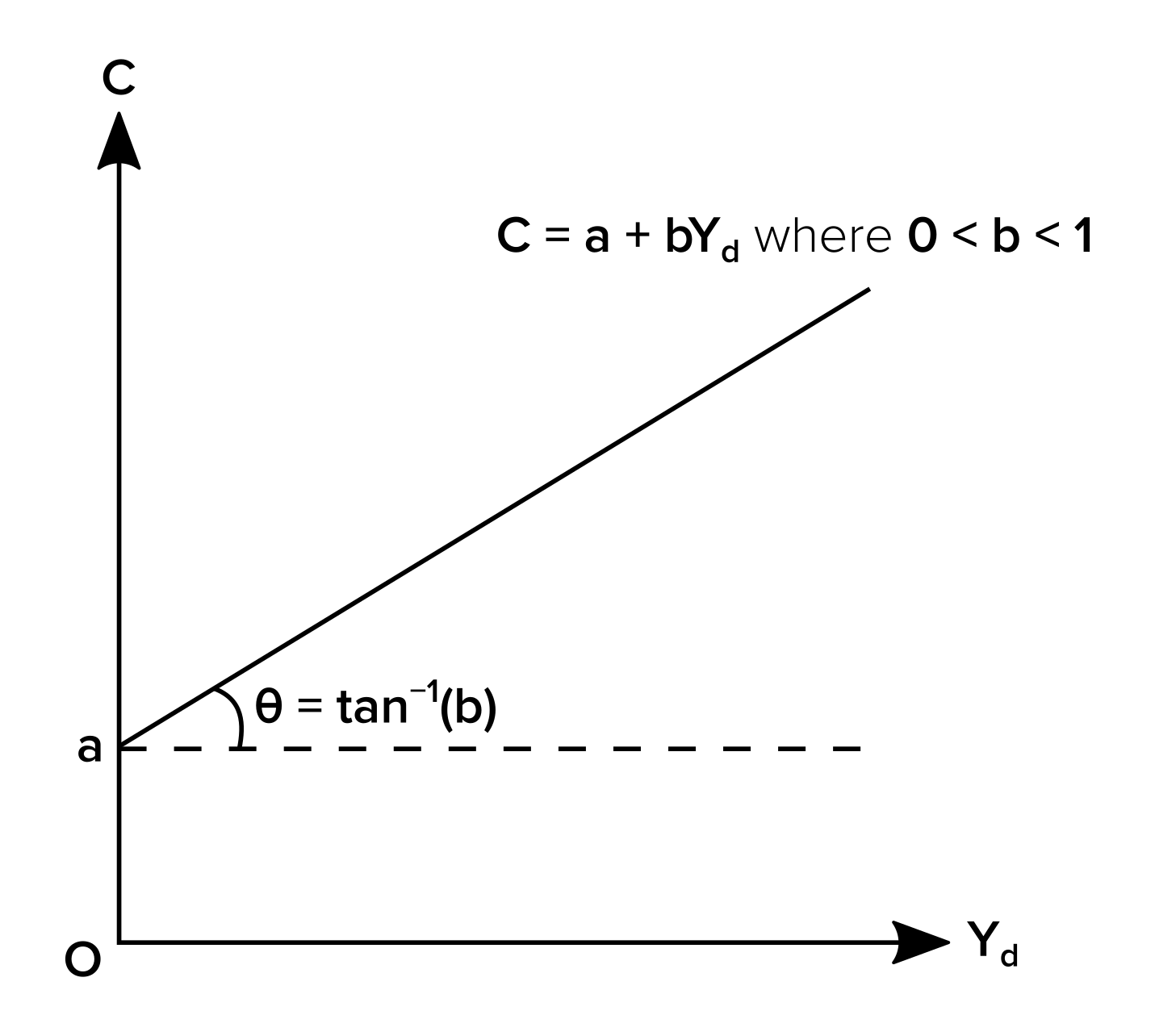
Representación gráfica de la función de consumo

En Economía, la función de consumo, o mejor dicho, la función de gasto en consumo, es una simple función matemática usada para expresar el gasto de los consumidores. Fue mencionada por primera vez por John Maynard Keynes, que trató de detallarla en su libro más famoso Teoría general del empleo, el interés y el dinero. La función se usa para calcular la cantidad total de consumo en una economía. Debido a la falta de herramientas matemáticas cuando fue diseñada por primera vez, se ideó una función muy simplista. Constaba de un consumo autónomo que no es influenciado por la renta corriente y de un consumo inducido que si resulta influido por el nivel de renta de la economía.

## Definición
Esta función podría escribirse de distintas formas, siendo la más simplista {\displaystyle C=a+b(Y-T)}.
Una versión refinada de la función de gasto en consumo inicial se muestra a continuación:
{\displaystyle C=c_{0}+c_{1}Y^{d}}
donde
- C = consumo total,
- c0 = consumo autónomo (c0 > 0),
- c1 es la propensión marginal a consumir (0 < c1 < 1), y
- Yd = renta disponible (renta que queda tras la intervención del Gobierno – beneficios, impuestos pagos por transferencia – o Y + (G – T)).

El consumo autónomo representa el consumo cuando la renta actual es cero. Se considera normalmente asumido que este consumo es positivo. La propensión marginal a consumir (PMC), por otro lado, mide la tasa a la que cambia el consumo cuando cambia la renta. Desde el punto de vista de su representación geométrica la PMC es la pendiente de la función de consumo.
La PMC se asume como positiva. De esta forma, según la renta se incrementa, el consumo aumenta. Sin embargo, Keynes mencionó que los incrementos (de la renta y el consumo) no son iguales. De acuerdo con su exposición, "según la renta se incrementa, el consumo aumenta aunque no tanto como aumenta la renta".
La función de consumo Keynesiana se conoce también como hipótesis de la renta absoluta, pues solo basa las variaciones del consumo en las variaciones de la renta corriente e ignora la posible renta futura (o la falta de ella).

## Desarrollo
Las críticas sobre la excesiva simplicidad e irrealidad de estos supuestos llevó a Milton Friedman a desarrollar la hipótesis de la renta permanente y a Richard Brumberg y Franco Modigliani a desarrollar la hipótesis del ciclo vital. Pero ninguno de ellos ni sus seguidores desarrollaron una Función de Gasto en Consumo definitiva. Milton Friedman, a pesar de conseguir su Premio Nobel por el libro Una teoría de la función de consumo (1957), en él presentó cinco definiciones distintas de la renta permanente, haciendo imposible la elaboración de una función más sofisticada. Modigliani y Brumberg intentaron crear una función de gasto en consumo más evolucionada, incluyendo la renta obtenida a lo largo de toda la vida de los consumidores, pero ellos y sus seguidores acabaron creando una formulación falta de teoría económica y, por tanto, llena de variables proxy que no sirven para reflejar los complejos cambios que se suceden en los sistemas económicos actuales.
Hasta hace poco, las tres principales teorías existentes, basadas en la Función de Gasto en Consumo (con consumo dependiente de la renta) presentada por Keynes en 1936, eran la del gasto en consumo relativo de Duesenberry (1949), la de la renta del ciclo vital de Modigliani y Brumberg (1954) y la de la renta permanente de Friedman (1957).
Algunos recientes trabajos teóricos están basados, siguiendo a Duesenberry, en la economía del comportamiento y sugieren que un cierto número de principios del comportamiento pueden ser considerados como fundamentos de la microeconomía para la creación de una función de consumo agregado basado en dicho comportamiento de los consumidores.